# 大阪商業講習所

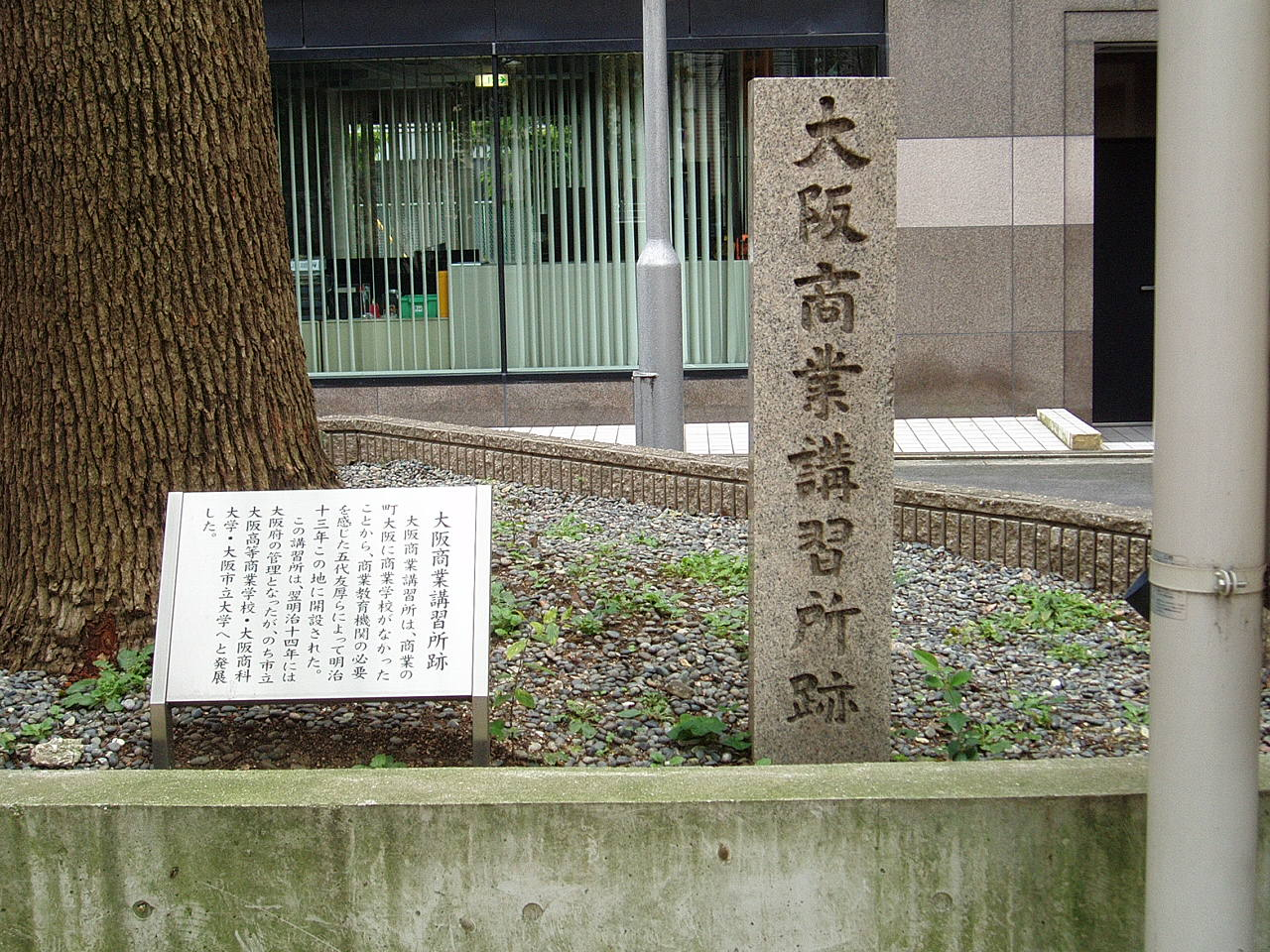
大阪商業講習所跡の碑。阿波座南公園内

大阪商業講習所（おおさかしょうぎょうこうしゅうじょ）は、1880年（明治13年）11月、五代友厚らによって大阪府に開設された商業教育機関である。1885年（明治18年）3月、府立大阪商業学校に改組されるまで存続し、現在の大阪公立大学などの源流とされている。

## 沿革

### 開設の背景
商業講習所開設のきっかけとなったのは福沢諭吉門下で慶應義塾に学んだ加藤政之助による新聞論説である。彼は1879年（明治12年）8月、編集主幹を務める『大坂新報』紙上に社説「商法学校ヲ設ケサル可ラス」を掲載し、全国の商業の中心として栄える大阪になぜ商法学校がないのか、という問題提起を行った。同紙の経営者であり大阪商法会議所（現・大阪商工会議所）の初代会頭でもあった五代友厚は加藤の提起に応え、加藤および門田三郎兵衛（豪商）・桐原捨三（福沢門下のジャーナリスト）の3名を仮創立事務委員とし、自らは創立員代表として商業講習所の開設準備を進めた。

### 「私立大阪商業講習所」時代
1880年（明治13年）10月、大阪講習所の生徒募集広告が新聞に掲載され、入学試験を経て60名余りの生徒が11月の開所とともに入学した。私立学校として発足した講習所の初代所長（校長）に就任したのは創立事務委員の桐原で、5名の教師はいずれも日本人であった（先行の東京商法講習所が外国人教師を招いていたのとは対照的である）。講習所の課程は昼間の「正則科」と夜間の「速成科」に分かれており、「簿記・経済・算術」の3科目に加え「習字作文」・「実地演習」が講じられた。特に実地演習では、講習所のなかで模擬の会社・官庁・取引所などを置き生徒が模擬取引を行う実践的教育が行われた。さらに上述の創立メンバー4名がいずれも日中間の経済的提携を標榜する興亜会会員であったことから、課程外科目として「支那語学」が教授されていた。この時期、卒業年限は1年未満から3年まで、生徒個人の能力により一定してはいなかったが、平均すると1年半を要している。
講習所の経営は五代を筆頭とする創立員の個人的寄付に大きく依存しており、特に創立事務委員を兼ねていた門田の寄付が多く、これに住友吉左衛門・鴻池善右衛門・藤田伝三郎ら地元大阪の豪商・実業家が続いていた。しかし開設後ほどなくして個人の寄付に依存する形態では財政が苦しくなり、1881年（明治14年）3月には15名2企業よりなる創立員が連名で大阪府知事に「公立大阪商業講習所設立建言」を提出、講習所の大阪府移管を求めた。

### 「府立大阪商業講習所」時代
前記の建言を受理した建野郷三府知事は、1881年（明治14年）8月、有志者による資金援助を前提に講習所を府に移管し「府立大阪商業講習所」と改称した（当初管轄は府の学務課だったが1882年（明治15年）1月以降は勧業課に移管された）。府への移管にともない制定された「大阪商業講習所正速改正規定」では、正科の入学資格を満13歳以上の小学中等科卒業者（及びそれと同等の者）とし、修業年限を3年、大阪に在籍の者は入学金・月謝を無料とし、夜間速成科では入学資格を「商家もしくはその雇にして昼間に暇なき者」（すなわち勤労青少年）とし、修業年限を1年半、全ての生徒の入学金・月謝免除とするなど、制度上の整備が進められた。また、山本達雄教頭の下で生徒の「前垂れ掛け」が奨励され、「卒業後は株主総会やその他の場所で自己の所信を表明できるように」正科生を集めて演説の練習会が行われた（しかしこの演説練習会は当時盛んであった自由民権運動との関係を疑われ、また府知事の見学よりも先に立憲改進党幹部の前島密による学校視察を許したことから府に非難され、山本教頭は1882年（明治15年）9月辞職を余儀なくされた）。この頃になると講習所の生徒は大阪のみならず、近隣の関西地方や中国・四国・九州など遠隔地からも集まるようになっていた。
その後、創立員の中心であった五代が死去し、また前記の事情により低廉に抑えられていた月謝収入が見込めず、府議会も予算拠出に消極的であったことから講習所は再び財政難に陥り、講習所は農商務省に補助金支給を求めたが却下された。このため中等学校たる第1種商業学校への転換をはかる方針に転じ、1885年（明治18年）3月に講習所の設備・教員をそのまま継承して「府立大阪商業学校」が開設された。

### 後身の諸機関
府立大阪商業学校は1889年（明治22年）、市制特例による大阪市制の発足にともない「市立大阪商業学校」へと改編され、その後さらに高等教育機関たる市立大阪高等商業学校 - （旧制）大阪商科大学へと発展を遂げた。このため大阪商業講習所は市立大阪商業学校の後身である大阪市立天王寺商業高等学校 - 大阪市立大阪ビジネスフロンティア高等学校（大阪府への移管で大阪府立大阪ビジネスフロンティア高等学校）、および大阪商大の後身たる新制の大阪市立大学の起源とみなされている。

## 歴代所長（校長）
慶應義塾出身者が多数を占める。
- 初代：桐原捨三（1880年11月 - 1881年8月）
慶應義塾出身。興亜会会員。退任後は大坂新報社に転じる。
- （所長心得）：木村復次（1881年8月? - 11月）
創立時の教員の一人。
- （所長心得）：山本達雄（1881年11月 - 1882年1月）
慶應義塾出身。岡山商業講習所教頭より転じる。後任の伊庭所長の下で教頭となり、退任後郵便汽船三菱会社に転じる。
- 2代：伊庭貞剛（1882年1月 - 8月）
講習所創立員。住友本店支配人。
- 3代：天野皎（1882年8月 - 1884年3月）
東京師範学校（東京教育大学、筑波大学の前身）出身。神戸師範学校長を経て府御用掛より転じる。
- （所長心得）：吉良亨（1884年3月 - ）
慶應義塾出身。興亜会大阪分会創立員の一人。のち矢野と改姓。改組後の府立大阪商業学校初代校長（ - 1887年10月）。

## 校地の変遷
開設時の講習所は現在の大阪市西区立売堀3丁目17番地にあった旧町会所の建物を校舎とし、大阪府移管（1881年8月）にともない同じく西区江戸堀南通3丁目18番地の旧府会議事堂2Fに移転された。江戸堀の校舎は府立大阪商業学校に継承され、同校の後身である市立大阪商業学校が1892年（明治25年）10月、現在の北区堂島浜通2丁目12番地の新校舎に移転するまで使用された。
立売堀の旧校舎は移転後も使用・保存されていたが第二次世界大戦中の戦災で焼失し、現在は「阿波座南公園」の一部となっている。なお同地には市制施行70周年を記念し1961年（昭和36年）3月に「大阪商業講習所跡」の記念碑（石碑）が建立されている。